# Vadžet
Vadžet ali Uadžet (egipčansko wꜢḏyt  Zelena (gospa), aleksandrijsko grško starogrško Οὐτώ Uto ali starogrško Βουτώ Buto) je bila prvotno lokalna boginja mesta Dep, ki je kasneje postalo del mesta Per-Vadžet (Vadžetina hiša).  Mesto je bilo pomembno že v prazgodovinskem Egiptu in je imelo pomembno vlogo v kulturnem razvoju v mlajši kameni dobi.
Vadžet je bila zavetnica in varuhinja Spodnjega Egipta, po združitvi z Gornjim Egiptom pa pokroviteljica vseh boginj Gornjega Egipta. Vadžet, upodobljena kot  kobra, je simbolizirala suverenost, oblast in božanskost  in bila emblem na kroni vladarjev Spodnjega Egipta (ureus). Bila je tudi zaščitnica vladarjev in rojevajočih mater. Izročilo pravi, da je bila dojilja boga Hora. S pomočjo Horove matere Izide ga je branila pred zahrbtnim stricem Setom, ko se je pred njim skrival v močvirjih Nilove delte.
Hoja pred Vadžet  je bil praznik, ki se je z molitvami in petjem proslavljal 25. decembra, jen letni festival pa se je proslavljal 21. aprila. Pomembni praznovanji sta bili 21. junija (poletni sončni obrat) in 14. marca. 
Vadžet je bila tesno povezana  Rajevim očesom, žensko dvojnico boga Raja, ki je bila  v staroegipčanski mitologiji močno zaščitniško božanstvo. Kasneje so jo začeli povezovati udi z Izido in številnimi drugimi božanstvi. 
Na reliefu v pokopališkem templju kraljice Hačepsut v Luksorju sta dve podobi boginje Vadžet. Na eni je upodobljena z glavo v anku, na drugi pa pred Horom-sokolom s krono Spodnjega Egipta (pšent), ki pooseblja faraona, katerega je varovala.

## Upodabljanje
Na začetku preddinastičnega obdobja Egipta pred letom 3100 pr. n. št. so Važet upodabljali kot kačo,  ovito okoli papirusovega  stebla ali palice kot simbola moči. Kasneje so jo upodabljali kot žensko s kačjo glavo, običajno strupene egiptovske kobre, ki je pogosta v celem Egiptu, včasih tudi z dvema kačjima glavama ali kačo z žensko glavo. Nazadnje so jo upodabljali kot kobro z dvignjenim telesom in razširjenim vratom. Njeno glavno svetišče in preročišče je bilo v znamenitem templju v mestu Per-Vadžet, ki je dobilo ime prav po njej.
Na kroni Spodnjega Egipta se je upodabljala kot prežeča kobra. Po združitvi z Gornjim Egiptom se je kobri na ureusu pridružil beli jastreb, simbol boginje Nekbet, zaščitnice Gornjega Egipta.
- Boginji Vadžet in Nekbet s kronama Spodnjega oziroma Gornjega Egipta
- Vadžetin amulet
- Na reliefu v Hačepsutinem templju v Luksorju  sta kar dve podobi boginje Vadžet
- Vadžet kot Vadžet-Bastet, ženska z glavo levinje in ureusom
- Tutankamonova zlata posmrtna maska s kobro in jastrebom na ureusu